# Tinzaouaten
Tinzaouaten (též Tinzawatene nebo Tin-Zaouatene) je saharská vesnice v severovýchodním Mali, při hranici s Alžírskem. Leží v okruhu Abeïbara, což je součást regionu Kidal.
V roce 2009 měl Tinzaouaten rozlohu 8 000 km² a žilo zde 2 300 obyvatel, většina z nich byla Tuaregové. V Alžírsku na Tinzaouaten navazuje město Tin Zaouatine.